# Margaret Bourke-White
Margaret Bourke-White, före 1927 White, född 14 juni 1904 i The Bronx i New York, död 27 augusti 1971 i Stamford, Connecticut, var en amerikansk fotograf och fotojournalist. Hon är känd som den första utländska fotografen som tilläts ta bilder i den sovjetiska industrin under Sovjetunionens första femårsplan, och den första amerikanska kvinnliga krigskorrespondenten bland bildjournalister. Bourke-White prydde Lifes omslag med en av sina bilder av byggandet av Fort Peck-dammen vid Missourifloden.
Bourke-White var medredaktör i Fortune 1929–1933 och i Life från 1936, och är särskilt känd för sina krigsreportage och sociala studier. Hennes bilder från koncentrationslägret Buchenwald efter befrielsen är berömda.
Bourke-White gav ut ett flertal böcker; till de främsta hör ett par i samarbete med Erskine Caldwell, som hon en tid var gift med: You Have Seen Their Faces (1937) och Say! Is This The USA? (1941). Hennes memoarer Portrait of Myself kom 1963.
År 1956 blev hon tvungen att avbryta sin karriär på grund av sjukdom. Helt drog hon sig tillbaka 1969. Hon hade utvecklat Parkinsons sjukdom och dog arton år efter att ha fått de första symtomen. 
Bourke-White har fått en krater på Venus uppkallad efter sig.

## Galleri

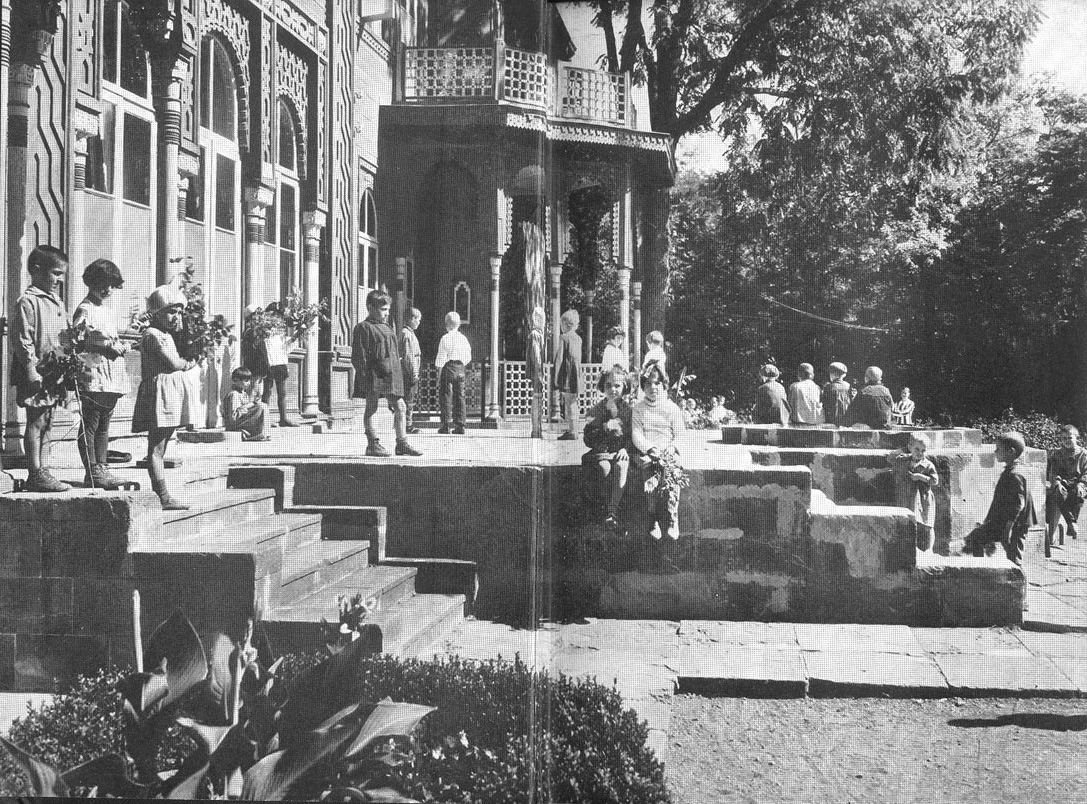
Barn på barnhem i Georgien, ca 1930.
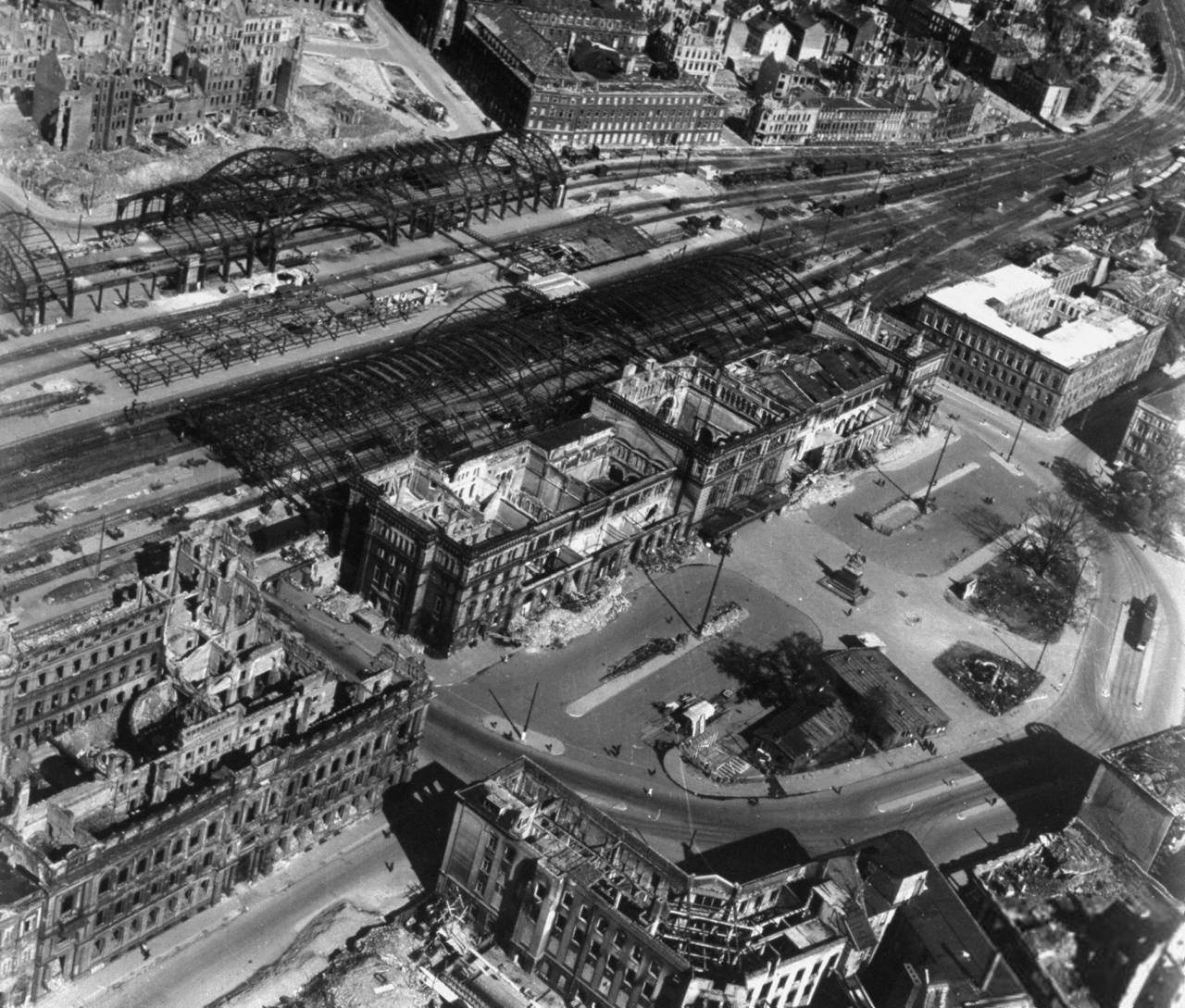
Hannover järnvägsstation, 1945
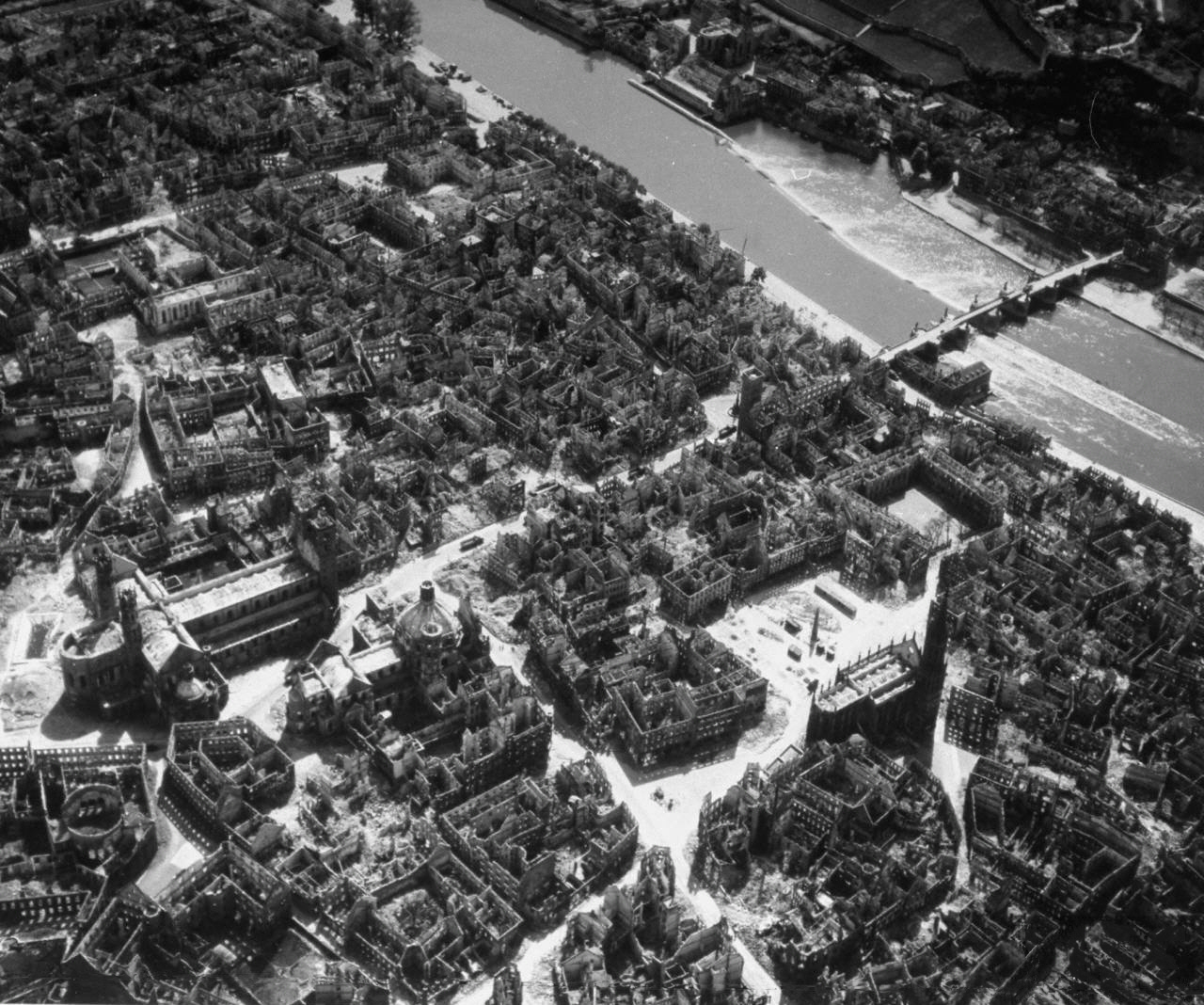
Würzburg 1945
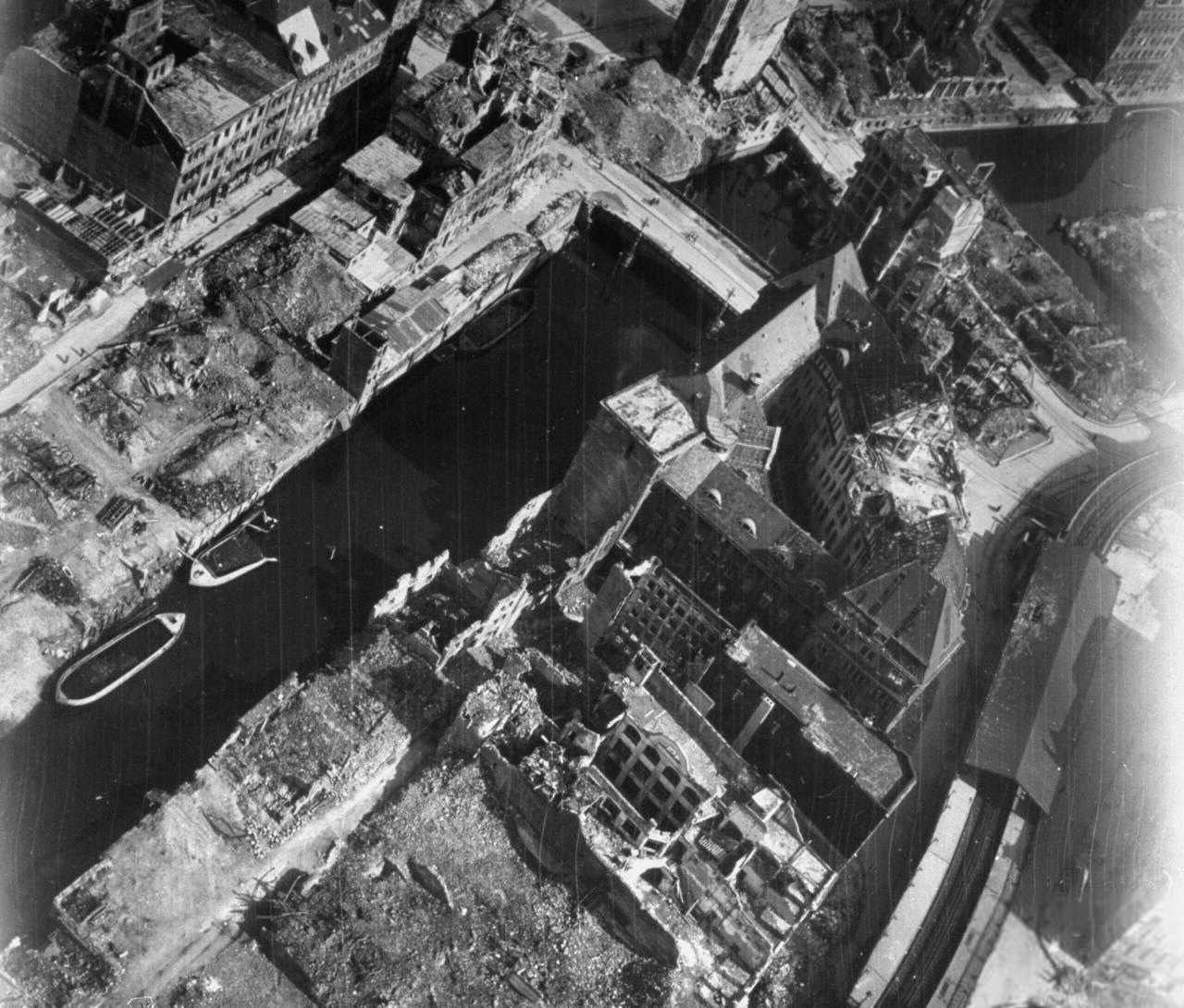
Operation Gomorrha Hamburg, 1945
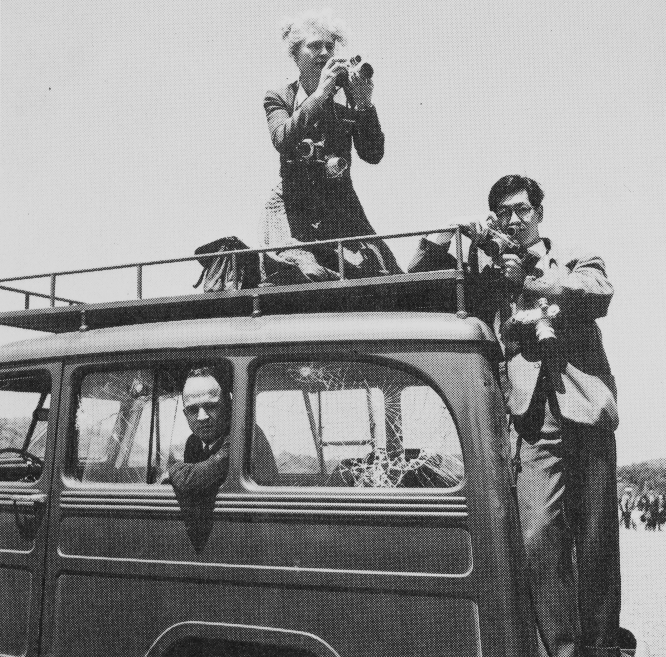
Bourke-White på reportage i Tokyo 1952.
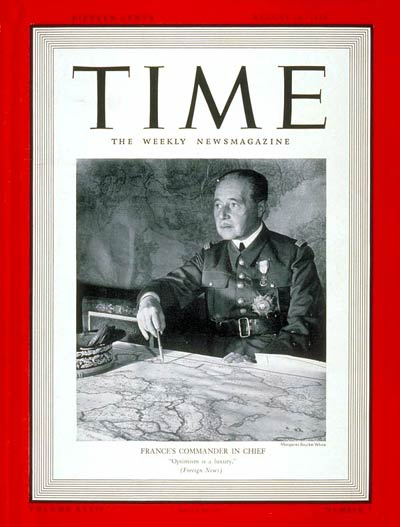
Maurice Gamelin på Times omslag 1939.